# Коцка (филм)
Коцка (енгл. Cube) је канадски хорор филм из 1997. године, режисера и сценаристе Винченца Наталија са Никол де Бур, Морисом Дином Винтом, Ники Кадањи, Дејвидом Хјуелтом и Ендруом Милером у главним улогама. Радња прати шесторо људи који покушавају да пронађу излаз из мистериозне грађевине у облику коцке, у коју су доспели на необјашњен начин. На путу до излаза наилазе на замке дизајниране да их убију, а како би их избегли морају да реше математичку загонетку. Филм представља први и уједно најуспешнији пројекат Канадског филмског центра.
Упркос веома ниском буџету, филм је остварио солидну зараду и стекао култни статус. Добио је позитивне критике и углавном је добио оцене између 7 и 7,5 од 10. Изродио је један наставак под насловом Коцка 2: Хиперкоцка и један преднаставак под насловом Коцка 0: Почетак. Оба филма су добила знатно лошије критике од оригинала.
Филм је инспирисан епизодом Петоро ликова у потрази за излазом из Зоне сумрака, а многи критичари атмосферу упоређују са Процесом Франца Кафке. Сниман је у Торонту (Онтарио) и премијерно је приказан на Филмском фестивалу у Торонту.

## Радња
Шесторо потпуних странаца, различитих карактера и области интересовања, смештено је бескрајни лавиринт у облику коцке, који је препун смртоносних замки. Како би дошли до излаза морају де реше мистерију која се крије иза бројева постављених изнад улаза у сваку просторију лавиринта.

## Улоге
| Глумац          | Улога            |
| --------------- | ---------------- |
| Морис Дин Винт  | Квентин Мекнил   |
| Никол де Бур    | Џоун Левен       |
| Дејвид Хјуелт   | Дејвид Ворт      |
| Ендру Милер     | Казан            |
| Ники Гадањи     | др Хелен Холовеј |
| Вејн Робсон     | Рен              |
| Џулијан Ричингс | Алдерсон         |

Интересантно је да су имена свих ликова повезана са затворима из стварног живота. Казањ у Русији, Левенворт (Левен + Ворт), Сан Квентин и Алдерсон у Сједињеним Америчким Државама, Холовеј у Уједињеном Краљевству и Рен у Француској.